# 270 파크 애비뉴 (1960년~2021년)
270 파크 애비뉴(영어: 270 Park Avenue)는 미국 뉴욕 미드타운맨해튼에 있었던 마천루이다. 1960년 화학회사 유니온 카바이드 본사로 건설되어 유니온 카바이드 빌딩(영어: Union Carbide Building)으로도 불렸으며 스키드모어, 오윙스 & 메릴의 건축가 고든 번샤프트와 나탈리 드 블루아가 설계했다. 2021년에 철거된 후 423m 63층 높이의 JP모건 체이스 빌딩으로 재건축 되어 2024년에 완공되었다.

## 갤러리

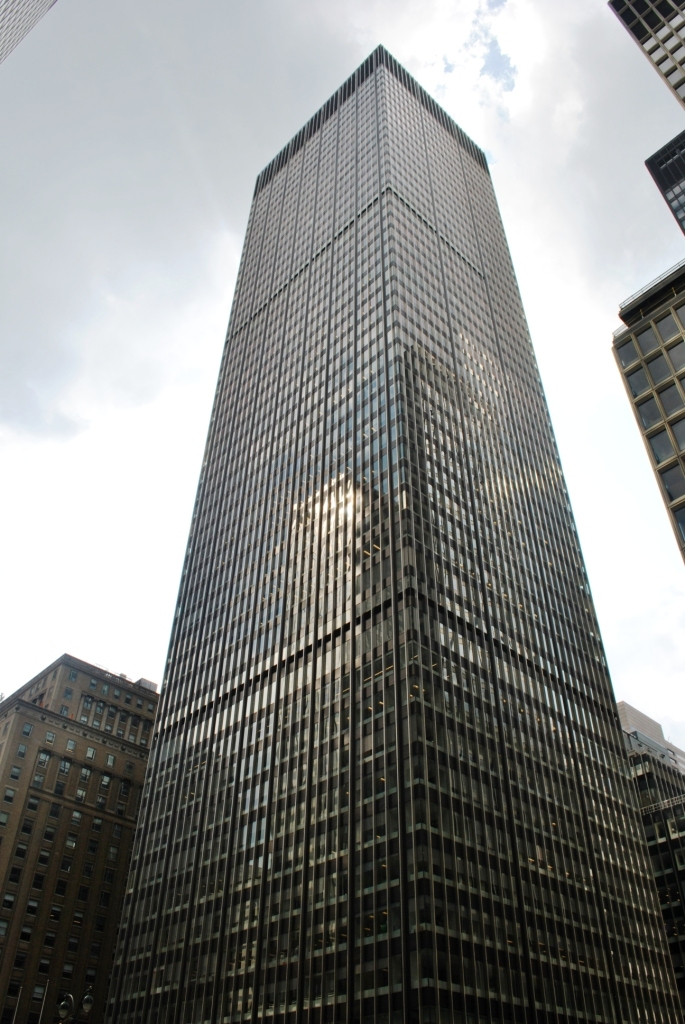
2014년 8월 10일 오전 11:15:50
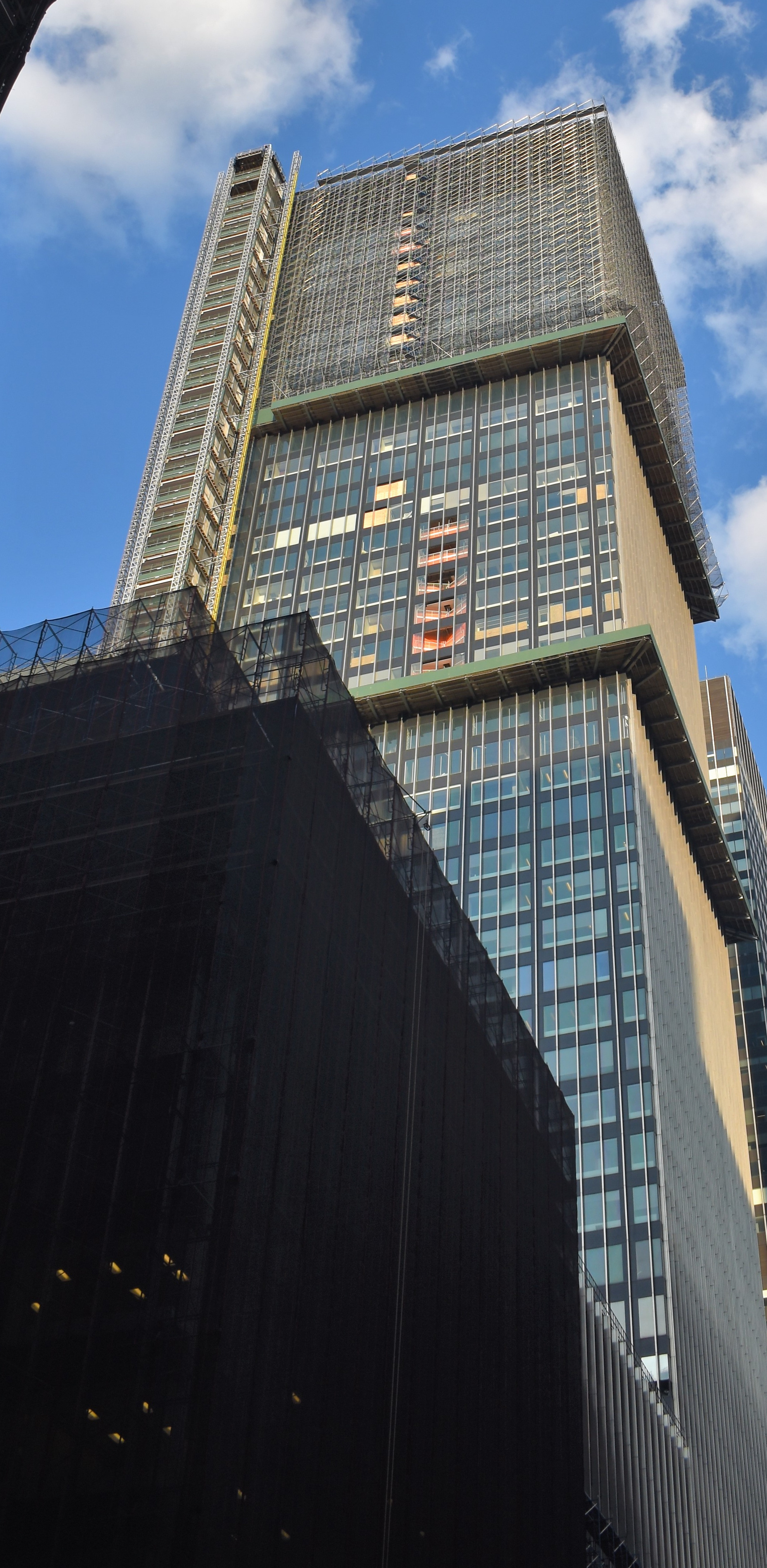
2019년 7월 25일 오후 6:53:53
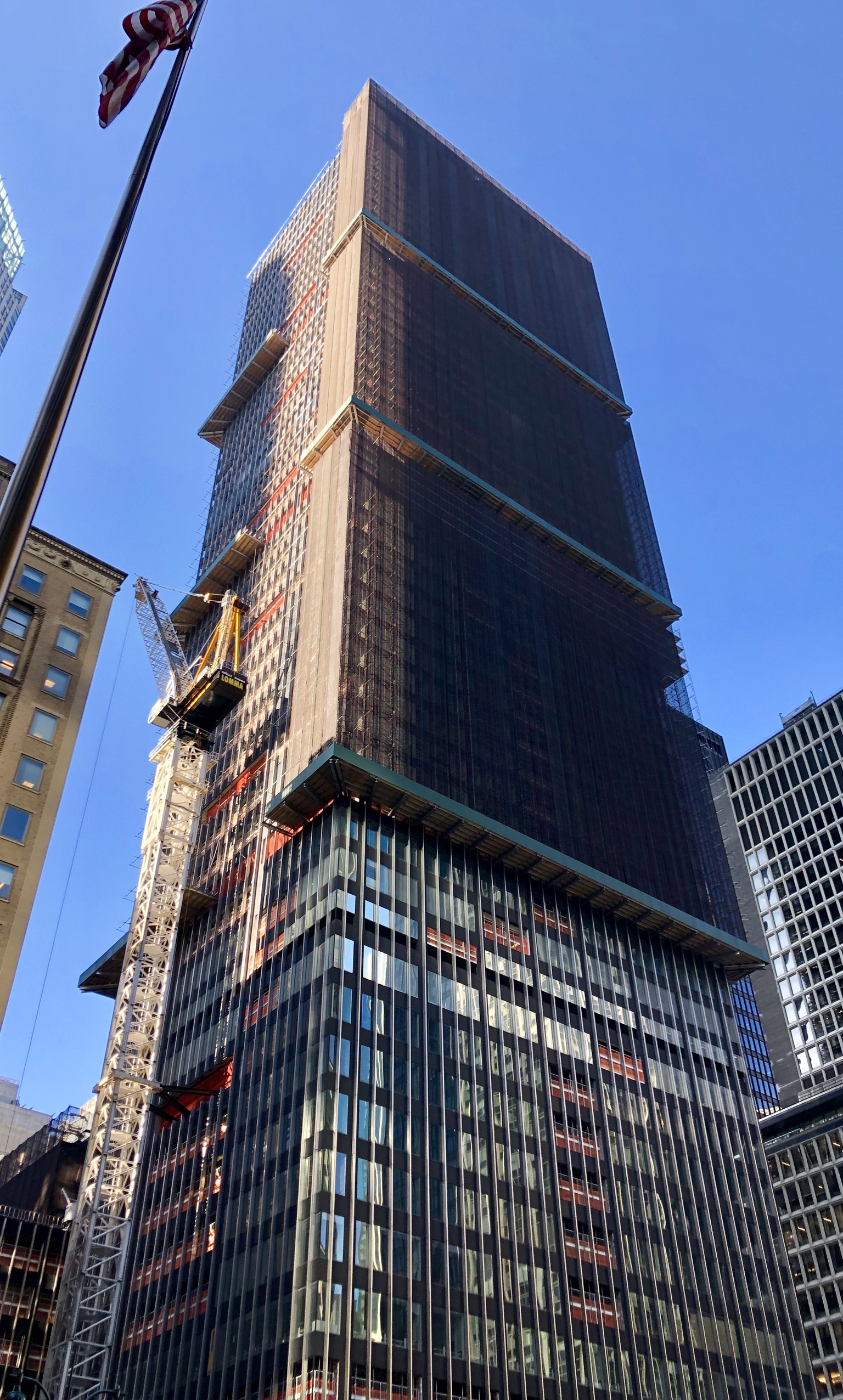
2019년 10월 14일 오후 4:06:50
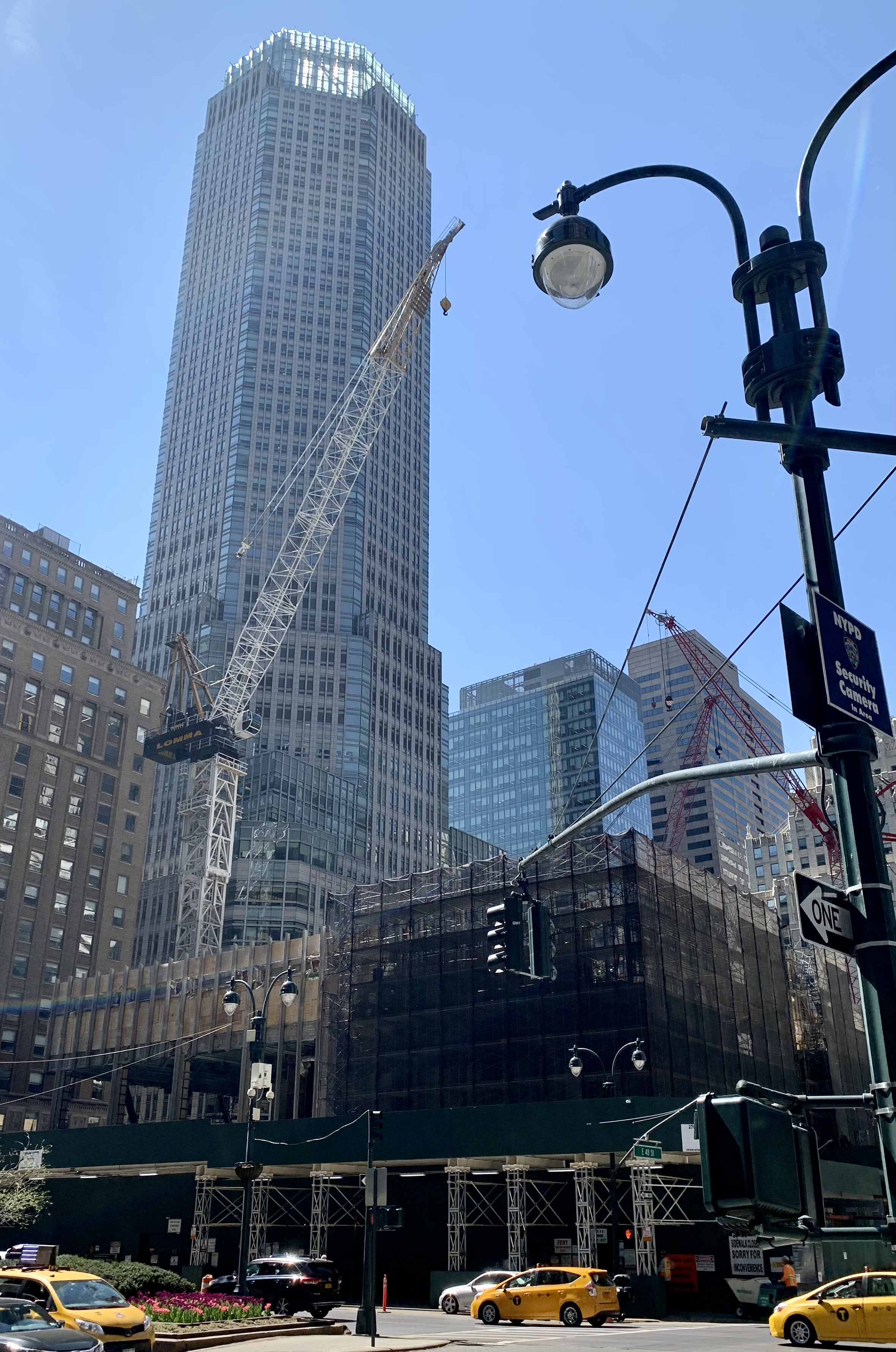
2021년 4월 8일
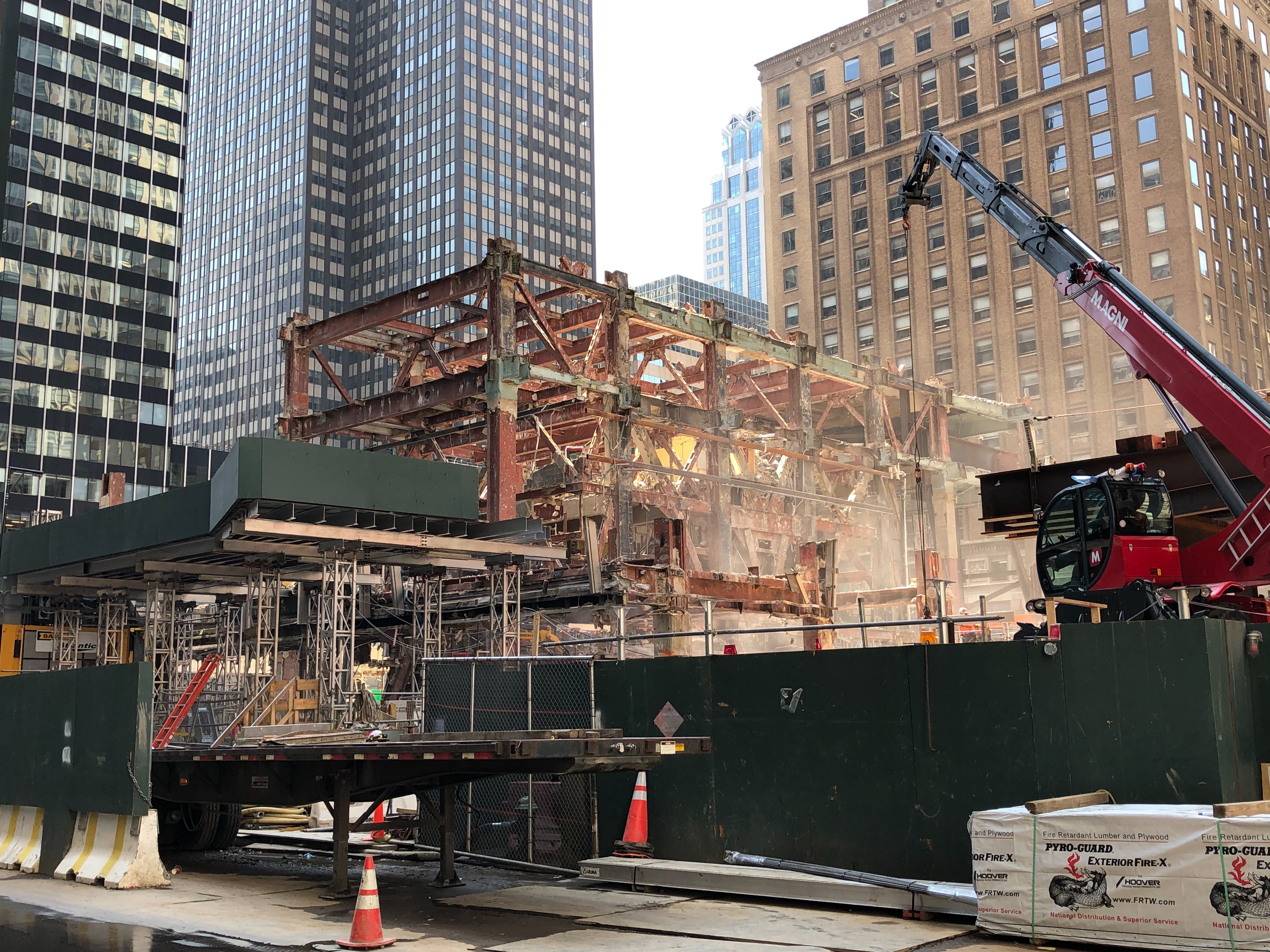
2021년 4월 24일 오전 11:52:57

## 같이 보기
- 뉴욕의 마천루 목록
- 미국의 마천루 목록